# Шульбоже-Великі
Шульбоже-Великі (пол. Szulborze Wielkie) — село в Польщі, у гміні Шульбоже-Велькі Островського повіту Мазовецького воєводства.
Населення — 398 осіб (2011).
У 1975-1998 роках село належало до Ломжинського воєводства.

## Демографія
Демографічна структура станом на 31 березня 2011 року:
|          | Загалом | Допрацездатний вік | Працездатний вік | Постпрацездатний вік |
| -------- | ------- | ------------------ | ---------------- | -------------------- |
| Чоловіки | 205     | 43                 | 138              | 24                   |
| Жінки    | 193     | 29                 | 118              | 46                   |
| Разом    | 398     | 72                 | 256              | 70                   |